# 马莱特鲁瓦
马莱特鲁瓦（法語：Malestroit，法語發音：[maletʁwa]）是法国莫尔比昂省的一个市镇，属于瓦讷区。

## 地理
马莱特鲁瓦（47°48'35"N, 2°23'1"W）面积5.81 平方千米，位于法国布列塔尼大區莫尔比昂省，该省份为法国西北部沿海省份，位于布列塔尼半岛南部，北起阿摩尔滨海省、西接菲尼斯泰尔省，南濒大西洋，东南接大西洋卢瓦尔省，东临伊勒-维莱讷省。
与马莱特鲁瓦接壤的市镇（或旧市镇、城区）包括：米西里亚克、圣孔加尔、普勒卡德克、圣马塞尔。

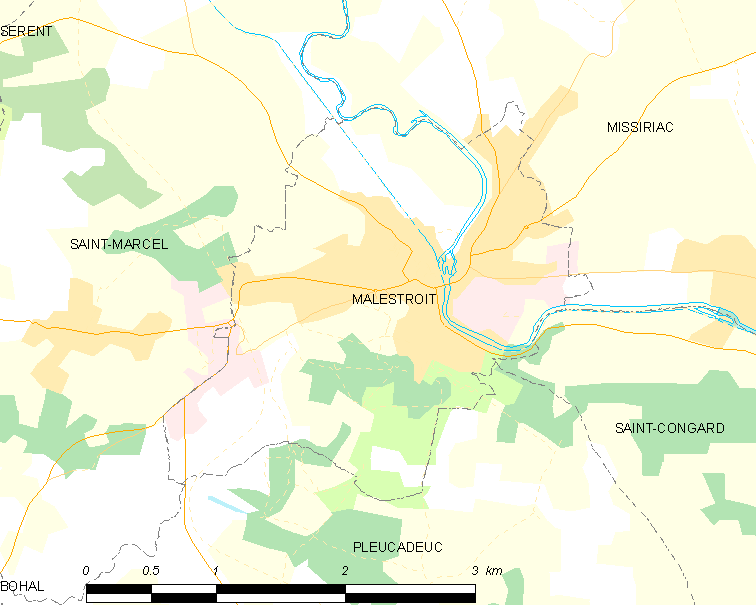
马莱特鲁瓦的OSM定位图

马莱特鲁瓦的时区为UTC+01:00、UTC+02:00（夏令时）。

## 行政
马莱特鲁瓦的邮政编码为56140，INSEE市镇编码为56124。

## 政治
马莱特鲁瓦所属的省级选区为莫雷阿克县。

## 人口

1962-2008年间马莱特鲁瓦人口变化图示

马莱特鲁瓦于2022年1月1日时的人口数量为2533人。